# Bretislav II de Bohême
Pour les articles homonymes, voir Bretislav.
Břetislav II Přemysl est duc de Bohême de 1092 à 1100.

## Biographie
Fils de Vratislav II de Bohême et d'Adelaïde fille du roi André Ier de Hongrie il succède à son oncle Conrad Ier de Bohême.

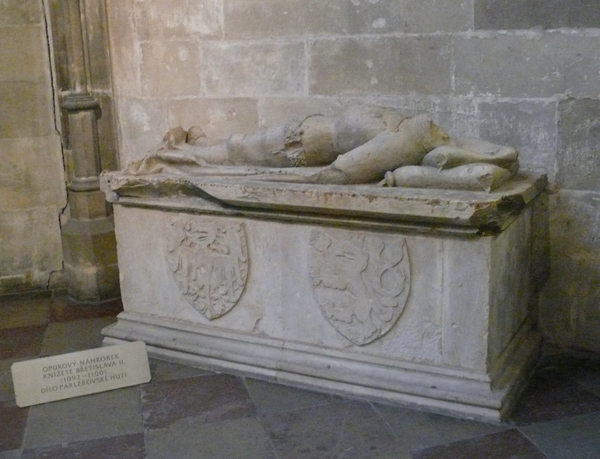
Tombeau de Brestislav II.

Břetislav chasse, en 1097, les moines slavons du monastère de Sázava fondé en 1033 par saint Procope de Sázava.
Břetislav II afin d'exclure ses cousins du trône, souhaite appliquer, au profit de l'aîné de ses demi-frères, Bořivoj II de Bohême, le séniorat, une loi de succession instaurée par Břetislav Ier et qui prévoit que le prince le plus âgé de la famille régnante devient le souverain de l'état et exerce seul le pouvoir en Bohême alors que les autres princes reçoivent des terres comme fiefs en Moravie.
Le duc réussit à faire reconnaître par l'empereur lors de l'entrevue de Ratisbonne, le 19 avril 1099, les droits de Bořivoj II de Bohême investi du duché de Brno de 1097 à 1100, au détriment de Oldřich ou Ulrich, l'héritier légitime de Conrad Ier de Bohême. Il est toutefois assassiné par ses adversaires au pavillon de chasse de Zbecno à l'ouest de Prague le 22 décembre 1100.

## Postérité
Břetislav II épouse, en 1094, Luitgarde de Windberg et Bogen. De cette union naît un seul fils: 
- Břetislav, tué le 8 mars 1130 par Sobeslav Ier, après avoir été aveuglé.

## Sources
- Francis Dvornik, Les Slaves histoire, civilisation de l'Antiquité aux débuts de l'Époque contemporaine, Paris, éditions du Seuil, 1970, 1196 p.
- Jörg K. Hoensch et Françoise Laroche (traduction) (trad. de l'allemand), Histoire de la Bohême : des origines à la révolution de velours, Paris, Éditions Payot, 1995, 523 p. (ISBN 2-228-88922-9), p. 61,63,65.
- Pavel Bělina, Petr Čornej et Jiří Pokorný (trad. du tchèque), Histoire des Pays tchèques, Paris, Éditions du Seuil, coll. « Points Histoire U 191 », 1995, 510 p. (ISBN 2-02-020810-5).
- (de) Europäische Stammtafeln, vol. 3, Francfort-sur-le-Main, Vittorio Klostermann, Gmbh, 2004 (ISBN 3-465-03292-6), Die Herzoge von Böhmem I und die Fürsten von Mähren (Die Przemysliden)  Tafel 55.
- (en) Nora Berend, Przemyslaw Urbanczyk et Przemislaw Wiszewski, Central Europa in the High Middle Ages, Bohemia-Hungary and Poland c.900-c.1300, Cambridge,, Cambridge University Press, 2013,, 546 p. (ISBN 978-0-521-78695-9), p. 168,223,259,322,362,375.

- Notices d'autorité :   - VIAF
  - GND
  - Tchéquie